# 高渠彌
高渠弥（？—前694年），中国春秋时期郑国大夫。

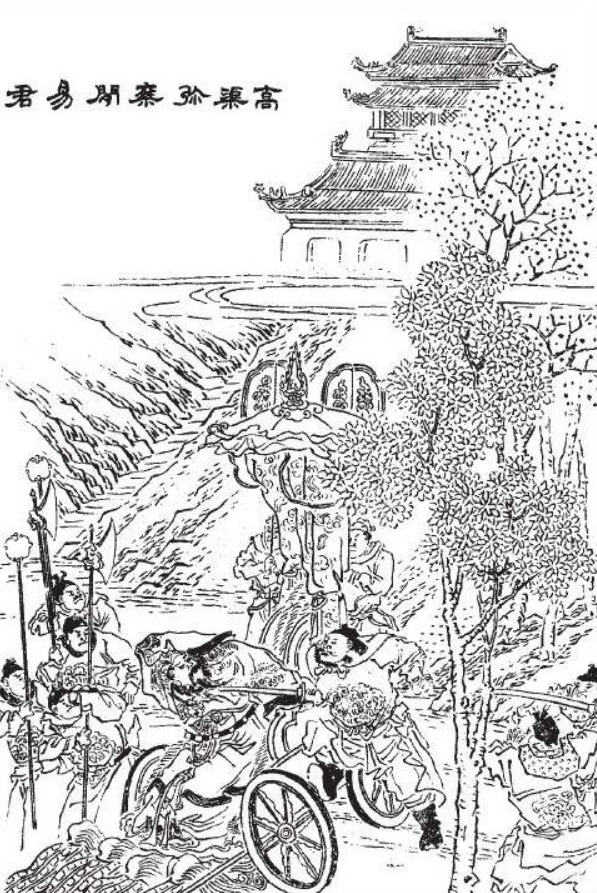
小说《东周列国志》插画：高渠弥乘间易君

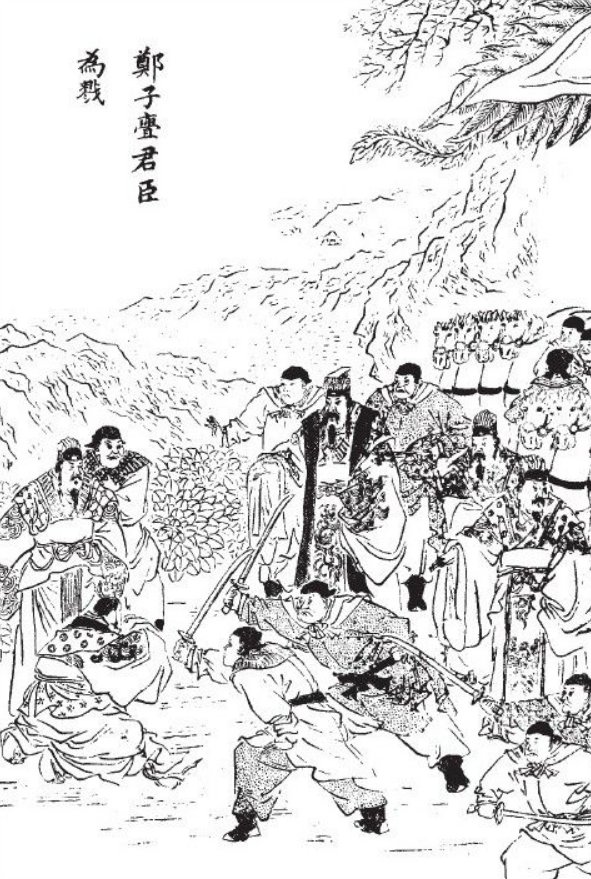
小说《东周列国志》插画：郑子亹君臣为戮

前707年，郑国与周王室发生繻葛之战，原繁、高渠弥率领中军护卫郑庄公。郑庄公打算任命高渠弥为卿，太子忽讨厌他，一直劝说庄公不要这么做，但庄公不听。太子忽继位，即郑昭公，高渠弥害怕被昭公杀害。
前695年十月辛卯，高渠弥杀死郑昭公，立公子亹为君。
前694年秋，齐襄公在首止召开盟会；子亹与会，高渠弥相礼。七月戊戌，齐襄公杀死子亹，车裂高渠弥，祭仲到陈国迎回子仪为郑君。